# والتر برادلي
والتر برادلي (بالإنجليزية: Walter Bradley)‏ هو مهندس أمريكي، ولد في 27 ديسمبر 1943.